# Bouchra Ghezielle
Bouchra Ghezielle (dekliški priimek Ben Thami; arabsko بُشرا غزال), maroško-francoska atletinja, * 19. maj 1979, Khemisset, Maroko.
Od leta 2005 je tekmovala za Francijo. Nastopila je na poletnih olimpijskih igrah v letih 2004 v teku na 1500 m. Na svetovnih prvenstvih je osvojila bronasto medaljo v isti disciplini leta 2005, kot tudi na afriških prvenstvih leta 1998. Leta 2008 je prejela štiriletno prepoved nastopanja zaradi dopinga.